# آر-سور-موزل
آر-سور-موزل (به فرانسوی: Ars-sur-Moselle) یک کمون در فرانسه است که در Canton of Ars-sur-Moselle واقع شده‌است.

## خصوصیات
آر-سور-موزل ۱۱٫۶ کیلومترمربع مساحت و ۴٬۷۸۹ نفر جمعیت دارد و ۱۷۴ متر بالاتر از سطح دریا واقع شده‌است.